# نقص الأصابع
نقص الأصابع (بالإنجليزية: Hypodactylia)‏ هو غياب كامل أو جُزئي لأصابع اليد أو القدم منذُ الولادة.